# Nazionale olimpica di calcio del Cile
La Nazionale olimpica di calcio del Cile è la rappresentativa calcistica del Cile che rappresenta l'omonimo paese ai Giochi Olimpici. È posta sotto l'egida della Federazione calcistica del Cile. Ha ottenuto il bronzo alle olimpiadi del 2000.

## Partecipazioni ai tornei internazionali

### Giochi olimpici
| Anno | Luogo             | Piazzamento             | V | N | P | Gol  |
| ---- | ----------------- | ----------------------- | - | - | - | ---- |
| 1952 | Helsinki          | Turno di Qualificazione | 0 | 0 | 1 | 4:5  |
| 1956 | Melbourne         | Non partecipante        | - | - | - | -    |
| 1960 | Roma              | Non qualificata         | - | - | - | -    |
| 1964 | Tokyo             | Non qualificata         | - | - | - | -    |
| 1968 | Città del Messico | Non qualificata         | - | - | - | -    |
| 1972 | Monaco di Baviera | Non qualificata         | - | - | - | -    |
| 1976 | Montréal          | Non qualificata         | - | - | - | -    |
| 1980 | Mosca             | Non qualificata         | - | - | - | -    |
| 1984 | Los Angeles       | Quarti di finale        | 1 | 2 | 1 | 2:2  |
| 1988 | Seul              | Non qualificata         | - | - | - | -    |
| 1992 | Barcellona        | Non qualificata         | - | - | - | -    |
| 1996 | Atlanta           | Non qualificata         | - | - | - | -    |
| 2000 | Sydney            | Bronzo                  | 4 | 0 | 2 | 14:6 |
| 2004 | Atene             | Non qualificata         | - | - | - | -    |
| 2008 | Pechino           | Non qualificata         | - | - | - | -    |
| 2012 | Londra            | Non qualificata         | - | - | - | -    |
| 2016 | Rio de Janeiro    | Non qualificata         | - | - | - | -    |
| 2020 | Tokyo             | Non qualificata         | - | - | - | -    |
| 2024 | Parigi            |                         | - | - | - | -    |

## Palmarès
- Bronzo olimpico: 1

2000

## Tutte le rose
Calcio ai Giochi Olimpici Estivi 19521 Roa, 2 Leal, 3 García, 4 Bravo, 5 Vera, 6 Pillado, 7 Saavedra, 8 González, 9 Albornoz, 10 Nourdin, 11 I. Jara, 12 Litvak, 13 Massaro, 14 F. Jara, 15 Vásquez, 16 Vial, CT: Silva - Tirado
Calcio ai Giochi Olimpici Estivi 19841 Fournier, 2 Ahumada, 3 Mosquera, 4 Martínez, 5 Contreras, 6 Hisis, 7 Núñez, 8 Vera, 9 Santís, 10 Marchant, 11 Olmos, 12 Toledo, 13 Pérez, 14 Pacheco, 15 Ramos, 16 Baeza, 17 Figueroa, CT: Morales
Calcio ai Giochi Olimpici Estivi 20001 N. Tapia, 2 Álvarez, 3 Maldonado, 4 Henríquez, 5 Contreras, 6 Reyes, 7 González, 8 Pizarro, 9 Zamorano, 10 Arrué, 11 Navia, 12 H. Tapia, 13 Núñez, 14 Tello, 15 Ibarra, 16 Olarra, 17 Ormazábal, 18 Di Gregorio, 19 Rojas, CT: Acosta
NOTA: Per le informazioni sulle rose precedenti al 1952 visionare la pagina della Nazionale maggiore.